# Orumba Nord
Orumba Nord est une zone de gouvernement local de l'État d'Anambra au Nigeria.

## Description
Orumba Nord est une zone de gouvernement local (LGA) située dans la partie Est de l'État d'Anambra. Créée le 27 août 1991, son chef-lieu est la ville d'Ajali (ou Ajalli).
L'administration colonial britannique avait établi la Cour Administrative Native à Ajali en 1907. La zone contenue dans la LGA d'Orumba Nord actuelle faisait partie de la LGA d'Aguata jusqu'en 1989. A ce momen-là, une LGA d'Orumba a été créée avec Umunze comme chef-lieu avant d'être scindée en deux LGA, une LGA d'Orumba Nord et une LGA d'Orumba Sud.
Sa population totale est estimée à 253 120 habitants, principalement de l'ethnie Igbo et la religion majoritaire est chrétienne.
| Recensement 1991 | Recensement 2006 | Recensement 2018 |
| ---------------- | ---------------- | ---------------- |
| 127476           | 172773           | 253120           |

## Géographie
Il existe principalement deux saisons majeures dans cette LGA : une saison pluvieuse de mars à octobre et une saison sèche de novembre à février.
Au niveau des ressources hydriques, l'Orumba Nord dispose de plusieurs rivières (Odo river, Agho-mmili river, Nama river), de plusieurs ruisseaux (Orizu, Ivolo, Nju-Oyi et Nchioku) et de deux lacs (Obutu Lake et Iyi-Ocha lake).
La température moyenne d'Orumba Nord est de 26 °C.

## Villes
Les 16 principales villes de cette zone de gouvernement local sont les suivantes et forment chacune une communauté distincte,,, :
- Awa
- Awgbu : présence de l'école Awgbu Grammar School
- Omogho
- Ndiokpalaeze
- Ndiokolo
- Amaetiti
- Ndiokpalaeke
- Okoh : présence de l'école Federal Polytechnic Okoh
- Nanka
- Ndiukwuenu
- Ndikelionwu
- Ajalli : Chef-lieu de la LGA
- Ufuma
- Amaokpala
- Ndiowu
- Okpeze

## Économie
L'économie de la LGA d'Orumba Nord est principalement dominée par l'agriculture avec des terres particulièrement fertiles. Ses principales productions agricoles sont le riz, l'igname, le manioc et l'huile de palme. De ce fait, la plupart de la population est formée d'agriculteurs de subsistance et de commerçants,.
L'industrie de la transformation se caractérise par des usines spécialisées dans le riz à Ufuma et Omogho. La transformation de l'huile est effectuée surtout à Ndikelionwu, Awa et Ufuma, tandis que celle spécialisée dans l'huile de palme est surtout située à  Ndikelionwu, Amaokpala et Ndiowu.
L'industrie du tourisme peut compter sur la rivière Odo et les rivières Agho-mmili et Nama ainsi que le lac Obutu qui sont équipés pour accueillir les visiteurs. Il s'y déroule également un festival, le New Yam Festival et les traditionnelles fêtes masquées,.

## Écoles
Il y a des écoles secondaires à Nanka, Oko, Ndikelionwu, Ndiowu, Ufuma, et Enugwuabor Ufuma, Awglu, Ajali, Omogbo et Awa, et supérieures à Nanka, Awglu et une école de Grammaire à Awglu dans la LGA d'Orumba North.
Il existe également une importante communauté étudiante en raison de la présence d'une école polytechnique fédérale située à Okoh,,.

## Personnalités
- Benjamin Anyene (1951-2019) - Médecin[6].
- Vincent Chukwuemeka Ike (en) (1931-2020) - Professeur, pédagogue et auteur originaire de Ndikelionwu où il est devenu un roi traditionnel[1].
- Humphrey Nwosu (en) (né en 1941) - Professeur originaire d'Ajali, président de la Commission électorale du Nigeria (NECON)[1],[3].
- Alex Ekwueme (1932-2017) - Homme politique originaire d'Okoh town, ancien Vice-président du Nigeria (1979-1983)[1].